# Internal Exile
Internal Exile – drugi album solowy Fisha.  Zadedykowany został jego córce, Tarze. Utwór Internal Exile ma niemal identyczny tekst jak Exile on the Princess Street (wydany na albumie 2CD remaster Clutching at Straws grupy Marillion), jednak zagrany jest jako celtycka piosenka folkowa.

## Lista utworów
1. "Shadowplay"
2. "Credo"
3. "Just Good Friends (Close)"
4. "Favourite Stranger"
5. "Lucky"
6. "Dear Friend"
7. "Tongues"
8. "Internal Exile"
9. "Something In The Air"

## Muzycy
- Fish – śpiew
- Mickey Simmonds – keyboard
- Robin Boult & Frank Usher – gitary
- David Paton – gitara basowa
- Ethan Johns, Ted McKenna – perkusja

## Single
- Internal Exile (1991)
- Credo (1991)
- Something in the Air (1992)